# Zilupe (novads)
Zilupe (łot.: Zilupes novads) – jeden z łotewskich novadsów, funkcjonujący w latach 2009–2021.

## Historia
Novads powstało na terenach należących przed 2009 do rejonu Lucyn.
W skład novadsu wchodziło miasto Zilupe oraz trzy pagastsy: Lauderi, Pasiene i Zaļesje. Jego stolicą zostało miasto Zilupe.
Zlikwidowany w ramach reformy administracyjnej 30 czerwca 2021. Wszedł w całości w skład nowego novadsu Lucyn.